# KARA 1st JAPAN TOUR 2012 KARASIA
「KARA 1st JAPAN TOUR 2012 KARASIA」（カラ・ファースト・ジャパン・ツアー・2012 カラシア）は、KARAのライブ映像作品。当初の発売日は2012年10月17日だったが、ディスクの不具合が見つかったため、11月14日に発売日が変更された。2012年7月15日と8月4日にWOWOWで放送されたがWOWOWでカットされていたHoneyとSTEPが収録されている。

## 収録曲
DISC1
1. スピード アップ
2. ジャンピン
3. ドリーミンガール
4. アンブレラ
5. ガールズ パワー
6. Pretty Girl
7. Lost by ニコル
8. KARAメドレー〜Wanna Do by ジヨン
9. L-O-V-E～Secret Love by ハラ
10. Day Dream (白昼夢) by ギュリ
11. Guilty by スンヨン
12. Lupin
13. STEP
14. Let It Go
15. Honey
16. ウィンターマジック
17. ミッシング
18. 今、贈りたい「ありがとう」
19. GO GO サマー!
20. ジェットコースターラブ
21. ミスター

[ENCORE]     
1. ガールズ ビー アンビシャス！
2. SOS
3. Rock U

DISC2
- スペシャル・メイキング・フィルム (初回盤のみ収録)